# Last Mountain
Last Mountain är ett berg i Kanada.   Det ligger i provinsen Saskatchewan, i den sydöstra delen av landet, 2 200 km väster om huvudstaden Ottawa. Toppen på Last Mountain är 657 meter över havet, eller 8 meter över den omgivande terrängen. Bredden vid basen är 0,19 km.
Terrängen runt Last Mountain är huvudsakligen platt. Trakten runt Last Mountain är nära nog obefolkad, med mindre än två invånare per kvadratkilometer.. Närmaste större samhälle är Strasbourg, 7,2 km sydväst om Last Mountain.
Trakten runt Last Mountain består till största delen av jordbruksmark.